# Persoonia bargoensis
Espèce
Statut de conservation UICN

 VU  : Vulnérable
Classification phylogénétique
Persoonia bargoensis est une espèce de plantes à fleurs du genre Persoonia et de la famille des Proteaceae. C'est un arbuste endémique d'Australie.

## Description
Lawrie Johnson et Peter Weston décrivent Persoonia bargoensis en 1991, après qu'on l'a considéré comme une forme intermédiaire entre Persoonia nutans et Persoonia oxycoccoides. Cependant une étude plus approfondie ne trouve aucune preuve de formes intermédiaires entre Persoonia bargoensis et les deux autres espèces.
Dans le genre, il est classé dans le groupe Lanceolata, un groupe de 58 espèces étroitement apparentées avec des fleurs similaires mais un feuillage très différent. Ces espèces donnent souvent des hybrides.
Persoonia bargoensis pousse comme un arbuste avec une pousse droite, atteignant 0.6 à 2,5 m de haut. La nouvelle croissance est poilue. Les feuilles sont alternativement disposées le long des tiges. Les feuilles sont linéaires-lancéolées (en forme de lance) à lancéolées et mesurent de 0.8 à 2,4 m de long sur 1 à 2,3 mm de large. La floraison a lieu en décembre et janvier. Les pseudanthiums sont auxotériques, ce qui signifie que chaque tige porte une fleur individuelle qui est sous-tendue par une feuille à sa jonction avec la tige. Il y a 1 à 20 fleurs individuelles dans un rachis, qui peut atteindre 25 cm de long. Les fleurs sont suivies du développement des drupes vertes.

## Répartition
Persoonia bargoensis se trouve dans la Nouvelle-Galles du Sud, dans de petites parcelles dispersées dans une zone délimitée par Picton et Douglas Park au nord, Yanderra au sud, Cataract River à l'est et Thirlmere à l'ouest. Il pousse sur les sols de grès de Hawkesbury et des sols de Wianamatta Shale, entre 100 et 300 m.
Il pousse dans la forêt sèche d'eucalyptus sclérophylles sous Eucalyptus tereticornis et Eucalyptus fibrosa avec un sous-bois herbu de Themeda triandra ou avec des arbres comme Corymbia gummifera, Eucalyptus sclerophylla, Eucalyptus punctata, Eucalyptus sparsifolia et Angophora bakeri avec un sous-étage arbustif de plantes telles que Pultenaea tuberculata. La lumière accrue et le manque de plantes concurrentes signifie que l'espèce s'adapte de préférence aux bordures de route.

## Source de la traduction
- (en) Cet article est partiellement ou en totalité issu de l’article de Wikipédia en anglais intitulé « Persoonia bargoensis » (voir la liste des auteurs).